# Forest of Equilibrium
Forest of Equilibrium es el álbum de debut de la banda de «doom metal» británica Cathedral. El lanzamiento fue en 1991 a través de Earache Records. Está considerado un clásico de su género, «doom metal».
En 2009, Earache Records reeditó el álbum junto con cuatro canciones "extra" que comprenden el EP de 1992 Soul Sacrifice. Esta nueva edición de lujo de Digipak también incluye un póster de la portada de Dave Patchett y un nuevo documental de 40 minutos titulado "Return to the Forest" ("Regreso al bosque") en DVD.

## Listado de temas
1. "Picture of Beauty & Innocence (Intro)/Commiserating the Celebration"   – 11:16 (Garry Jennings/Lee Dorrian)
2. "Ebony Tears" – 7:46 (Jennings/Dorrian)
3. "Serpent Eve" – 7:40 (Jennings/Mark Griffiths)
4. "Soul Sacrifice"   – 2:54 (Jennings/Griffiths)
5. "A Funeral Request (Ethereal Architect)" – 9:17 (Adam Lehan/Griffiths/David Park Barnitz)
6. "Equilibrium" – 6:08 (Jennings/Dorrian)
7. "Reaching Happiness, Touching Pain" – 9:08 (Jennings/Dorrian)

## Créditos
- Lee Dorrian – Voz, efectos de sonido
- Garry Jennings – Guitarras
- Adam Lehan – Guitarras, guitarra acústica
- Reverendo Wolski – Teclados
- Helen Acreman – Flautas
- Mark Griffiths – Bajo eléctrico
- Mike Smail – Batería

## Producción
- Producción y mezcla: PBL, con asistencia de Lee Dorrian & Garry Jennings
- Grabación e ingeniería: «The Wizard»